# Recidava
Recidava (Recidiva, Racidiva) a fost oraș dacic.

## Vezi și
- Dacian davae
- Listă de cetăți dacice
- Dacia
- Dacia Romană

### Vechi
- Anonymous (n.d.) [1-4th century AD]. Tabula Peutingeriana (în Latin).
- Ptolemy, Claudius (n.d.) [ca. 140 AD]. Geographia [Geography]. (in Ancient Greek).

### Moderne
- Olteanu, Sorin. „Linguae Thraco-Daco-Moesorum - Toponyms Section”. Linguae Thraco-Daco-Moesorum (în Romanian și English). Arhivat din original la 26 septembrie 2018. Accesat în 3 ianuarie 2010.

## Legături externe
- Olteanu, Sorin. „Linguae Thraco-Daco-Moesorum - Toponyms Section”. Linguae Thraco-Daco-Moesorum (în Romanian și English). Arhivat din original la 26 septembrie 2018. Accesat în 3 ianuarie 2010.